# Groppe
Die Groppe (Cottus gobio), auch Kaulkopf, Rotzkopf, Westgroppe, Koppe, Mühlkoppe, Dickkopf, Dolm oder Scherwatz genannt, ist ein kleiner, auch in Deutschland vorkommender Süßwasserfisch. Sie wurde in Deutschland 1989 und 2006, in Österreich ebenfalls 2006, sowie in der Schweiz 2014 zum Fisch des Jahres ernannt.

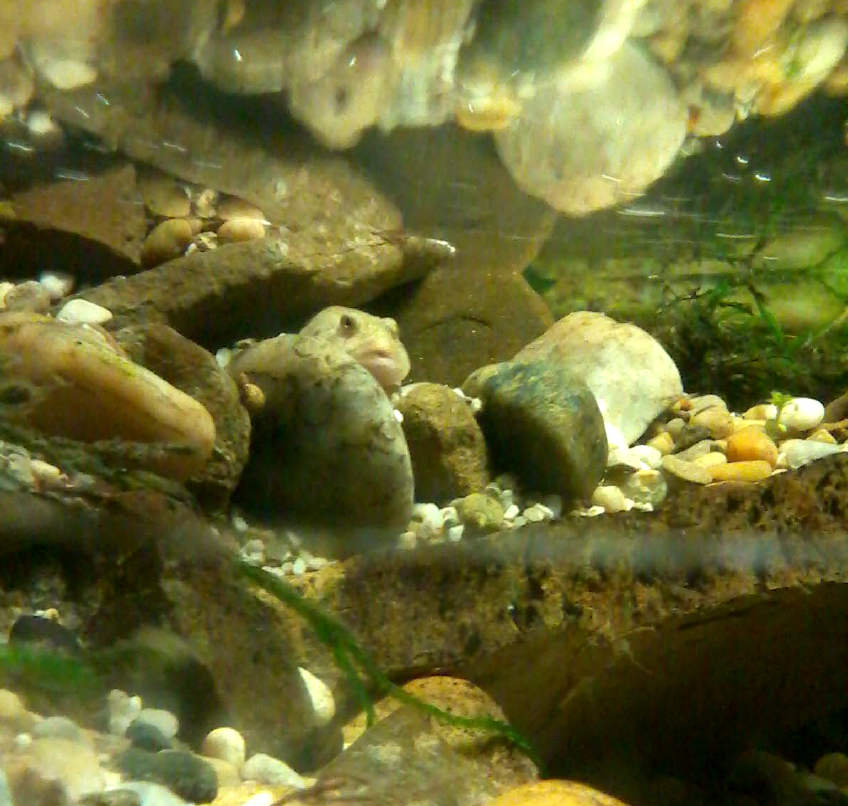
Groppen bevorzugen Verstecke mit Ausblick

## Merkmale
Die Groppe ist ein nachtaktiver Grundfisch mit spindelartigem Körper, einem großen, breiten Kopf (beim Männchen breiter, beim Weibchen spitzer), glatter, schuppenloser Haut und zurückgebildeter Schwimmblase, der etwa 12 bis 16 cm lang wird.
Ihre Bauchflossen sind brustständig. Verwechselt wird sie häufig mit der Marmorierten Grundel, sie kann jedoch anhand der Ausprägung der Bauchflosse unterschieden werden: während diese bei der Groppe wie bei den meisten Fischen getrennt sind, sind sie bei der Marmorierten Grundel ähnlich einem Saugnapf miteinander verwachsen.

## Verbreitung und Lebensraum
Anzutreffen ist die Groppe in der Forellen- und Äschenregion von Fließgewässern bis in Höhen von etwa 2000 m über dem Meeresspiegel und in sommerkühlen Seen wie dem Bodensee. Sie stellt große Ansprüche an die Wasserqualität, benötigt eine hohe Sauerstoffkonzentration, niedrige Wassertemperaturen und findet sich vorwiegend auf steinigem Grund. Weil Gewässerverbauung und -verschmutzung Populationen dieser Fischart gefährden können, ist die Groppe in den Anhang II der FFH-Richtlinie aufgenommen worden. Da die Groppe nur mäßig schwimmen kann, stellen selbst niedere Schwellen unüberwindbare Hindernisse für sie dar.

## Lebensweise
Die Groppe ist ein schlechter Schwimmer. Um Energie zu sparen, bewegt sie sich mit gespreizten Brustflossen meist nur ruckartig über den Boden. Auf steinigem Untergrund ist sie in Ruhestellung gut getarnt und hält sich tagsüber versteckt. Sie soll muskulär einen tiefen Ton erzeugen können.

## Ernährung
Die Groppe ernährt sich von kleinen Bodentieren wie zum Beispiel Insektenlarven und Bachflohkrebsen. Im Gegensatz zu Angaben in älterer Literatur sind Fischeier und -larven kein häufiger Bestandteil ihrer Nahrung. In der Aquaristik wird bisweilen der Verzehr von Kleinfischen (Moderlieschen) beobachtet.

## Fortpflanzung
Die Laichzeit kann von Gewässer zu Gewässer sehr unterschiedlich sein. Meist fällt sie in den Zeitraum Februar bis Mai. Der Milchner (Männchen) baut eine Grube unter Steinen, in die der Rogner (Weibchen) seine Eier ablegt. Der Milchner bewacht das Nest, bis die Jungfische nach vier bis sechs Wochen schlüpfen.